# UFC Fight Night: Till vs. Masvidal
UFC Fight Night: Till vs. Masvidal (también conocido como UFC on ESPN+ 5 o UFC Fight Night 147) fue un evento de artes marciales mixtas producido por Ultimate Fighting Championship que se llevó a cabo el 16 de marzo de 2019 en la The O2 Arena en Londres, Inglaterra.

## Historia
Un combate de peso wélter entre Darren Till y Jorge Masvidal encabezó el evento.
Se esperaba que Alessio Di Chirico enfrentara a Tom Breese en el evento. Sin embargo, Di Chirico abandonó la pelea a principios de enero por una lesión y posteriormente una cirugía. El 8 de enero, se reportó que el ganador peso mediano de The Ultimate Fighter: Brazil, Cezar Ferreira, lo reemplazaría. Ferreira y Breese estaban programados inicialmente para enfrentarse en UFC Fight Night: Magny vs. Ponzinibbio en noviembre de 2018, pero Breese se retiró por una lesión. En este caso, Ferreira fue el que tuvo que retirarse de la pelea el 1 de febrero por una lesión de rodilla. Breese ahora enfrentaría a Ian Heinisch. Sin embargo, la pelea fue cancelada a última hora por problemas médicos de Breese.
Gökhan Saki enfrentaría a Saparbek Safarov en el evento. Sin embargo Saki fue sacado del combate a finales de febrero por una lesión no revelada. Fue reemplazado por el recién llegado Nicolae Negumereanu.
En el pesaje, Jack Marshman pesó 188 libras, dos libras por encima del límite de la división de peso mediano (186 lbs). Marshman fue multado con el 20% de su pago y la pelea procedió en un peso acordado (188 lbs).

## Resultados
1. ↑  A Safarov se le descontó un punto por agarrarse continuamente de la jaula.

## Bonificaciones
Los siguientes peleadores recibieron $50,000 en bonos:
- Pelea de la Noche: Jorge Masvidal vs. Darren Till
- Actuación de la Noche: Jorge Masvidal y Dan Ige